# Placa da Anatólia

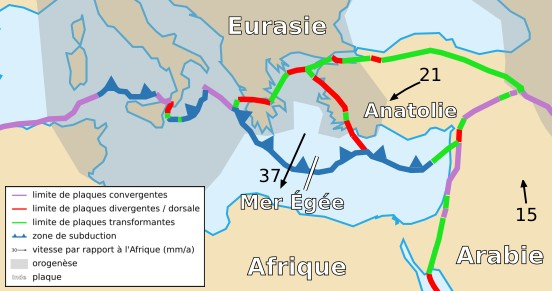
Placa Anatólia e Placa Helênica.

A placa da Anatólia é uma placa tectônica continental abrangendo primariamente o território da Turquia, país que, assim como o Irã e outros países da região, sofrem com terremotos originados do choque desta placa com a Euroasiática e Arábica. O choque entre as placas Arábica e Anatólia torna a Turquia um dos lugares de maior atividade sísmica da região do mediterrâneo.
A placa faz limites com a placa Arábica, a placa Africana, a Placa Helênica e a placa Euroasiática.
Em algumas referências, a placa da Anatólia é colocada como parte da placa Eurasiana. Contudo, estudos indicam que, na verdade, ela está desacoplada da placa eurasiática.